# Boek der Veranderingen
Het Boek der Veranderingen (ook Yijing of I Tjing) is een klassieke tekst uit het oude China. Het werk wordt gerekend tot de Vijf Klassieken en is daardoor ook een van de Dertien Klassieken. Tot op heden wordt het boek gebruikt als orakel- of als wijsheidsboek.

## Naam
De oorspronkelijke naam van de Yijing was Yi of Zhouyi. Tijdens de Han-dynastie werd Jing aan de naam toegevoegd, omdat het boek vanaf dat moment tot de Confucianistische klassieke werken werd gerekend. Yi wordt vaak vertaald met verandering. De afleiding van het woord is echter onzeker. Mogelijk is er een relatie met het woord voor kameleon (yi 蜴), omdat dit reptiel makkelijk van kleur kan veranderen. Het woord kan ook samenhangen met het yi in jianyi (簡易 eenvoudig). De in het boek beschreven methode van voorspellen met stengels van het duizendblad was eenvoudiger dan die met behulp van orakelbotten, de andere gangbare methode. Het woord yi kan ook afgeleid zijn van bianyi (變易), verandering in de zin van veranderende lijnen (gebroken en niet gebroken) binnen een hexagram of van verandering van het ene hexagram naar het andere.
De toevoeging Zhou in Zhouyi diende om het huidige werk te kunnen onderscheiden van twee, uitsluitend in tradities genoemde oudere versies van het 'Boek der Veranderingen'. Dat zouden dan de Lian Shanyi (連山易) voor de Xia en de Gui Changyi (歸藏易) voor de Shang-dynastie zijn geweest.

## Ontstaan

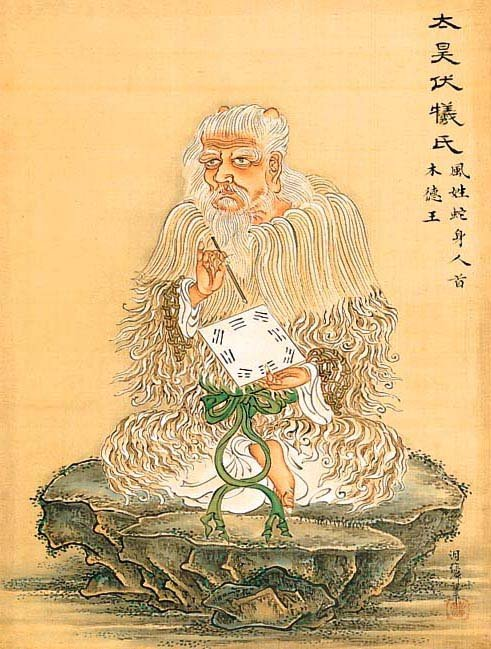
De mythische oerkeizer Fuxi werd traditioneel beschouwd als de uitvinder van de acht trigrammen.

Traditioneel wordt het ontstaan van de Yijing toegeschreven aan de mythische oerkeizer Fuxi, een van de Drie Verhevenen. Hij zou op bovennatuurlijke wijze kennis hebben verkregen van de acht trigrammen toen hij zag op welke wijze water van het schild van een schildpad afdroop.
Ten tijde van Yu, traditioneel beschouwd als stichter van de Xia-dynastie zouden de trigrammen zich hebben ontwikkeld tot 64 hexagrammen . De Lian Shanyi, het Boek der Veranderingen van de Xia zou volgens de overlevering zijn begonnen met het huidige 52e hexagram, Het Stilhouden, de Berg (gen 艮). Het Boek van de Veranderingen van de Shang, Gui Changyi, zou als opening het huidige tweede hexagram, Het Ontvangende, de Aarde (kun 坤) hebben gehad. Omdat het onbekend is of deze boeken daadwerkelijk hebben bestaan is het ook onbekend of er toen reeds namen voor de 64 hexagrammen bestonden en of die gelijk waren aan die van de huidige Yijing.
De huidige volgorde van de hexagrammen zou afkomstig zijn van koning Wen Wang (文王), grondlegger van de Zhou-dynastie. Hij plaatste het hexagram Het Scheppende, de Hemel (qian 乾) voorop. Tevens zou hij elk hexagram van korte, vaak cryptische beschrijvingen hebben voorzien: de Oordelen (guaci 卦辭). Zijn zoon, de door Confucius zeer bewonderde Hertog van Zhou (Zhou Gong 周公), zou de tekst bij de afzonderlijke horizontale lijnen (yaoci 爻辭) van elk hexagram hebben toegevoegd.
De Yiching zou volgens de traditie door Confucius van commentaar zijn voorzien. De aan hem toegeschreven commentaren worden de Tien vleugels ('Shiyi') genoemd.

## Samenstelling
De huidige versie van het boek bestaat uit twee delen, de basistekst (benjing 本經) en de commentaren (zhuan 傳).
De basistekst bestaat uit vier onderdelen:
- de afbeeldingen van de 64 hexagrammen (guaxing 卦形, letterlijk: vorm van het hexagram),
- de namen van de 64 hexagrammen,
- een korte uitleg bij elk hexagram (het Oordeel),
- een uitleg voor elk van de horizontale lijnen van het hexagram.

De commentaren, de Tien vleugels worden traditioneel toegeschreven aan Confucius, maar stammen waarschijnlijk uit de Han-dynastie. Het gaat om zeven commentaren, waarvan er drie telkens zijn gesplitst in twee delen. De Grote Verhandeling (of het Grote Commentaar, dazhuan 大傳), ook wel bekend als de Bijgevoegde Oordelen (Xici 繫辭 of Xici zhuan 繫辭傳) vormt een algemene inleiding op het volledige werk. Hierin wordt het metafysische karakter van de Yiching benadrukt.

## Inhoud
Het boek beschrijft een oud systeem van kosmologie en filosofie. De achtergrond van deze filosofie is het "het in evenwicht brengen van tegenstellingen", "de evolutie van gebeurtenissen als een proces", en "de acceptatie van het onvermijdelijke".
In het westen wordt de I Tjing vaak beschouwd als niet meer dan waarzeggerij. Anderen beschouwen het als een uitdrukking van wijsheid en filosofie van het oude China.
De I Tjing is sterk gerelateerd aan waarnemingen van natuurlijke processen en fenomenen.

## Beelden

Acht trigrammen

In het boek worden betekenissen van de 64 hexagrammen van de I Tjing omschreven. Deze hexagrammen stellen beelden voor, die van onder naar boven worden opgebouwd.

Zie: Hexagram (I Tjing) voor een lijst van de hexagrammen en hun benamingen.

De hexagrammen ontstaan door bijvoorbeeld het zes maal achtereenvolgens opgooien van drie munten. Een oneven aantal "koppen" (Chinese munten hadden in het algemeen slechts aan 1 zijde tekst; dat is de kopzijde) levert in het heden een Yang-lijn op; een even aantal een Yin-lijn. Drie gelijke zijden vormen een "sterke" lijn.

Volgens de oorspronkelijke manier van het bekomen van de hexagrammen werd gebruikgemaakt van 50 stengels van het duizendblad. Via herhaaldelijke ordening van de stengels bekwam men Yin-lijnen of Yang-lijnen, die elk veranderend of onveranderend konden zijn.

Sterke lijnen geven een ophanden zijnde verandering aan. Elk beeld kan op zes verschillende manieren veranderen. Deze hexagrammen worden op hun beurt weer ontleed in diverse trigrammen.
Zie: Trigram (I Tjing)
Een beeld kan er als volgt uitzien:
```
   beeld                                   heden                  toekomst
- -     - - 6  zwakke Yin- lijn         - -     - - 6           - -     - - 6
- -  x  - - 5  sterke Yin- lijn         - -     - - 5           - - - - - - 5
- - -o- - - 4  sterke Yang-lijn         - - - - - - 4           - -     - - 4
- - - - - - 3  zwakke Yang-lijn         - - - - - - 3           - - - - - - 3
- -     - - 2  zwakke Yin- lijn         - -     - - 2           - -     - - 2
- -  x  - - 1  sterke Yin- lijn         - -     - - 1           - - - - - - 1
```

| Het Overwicht van het Kleine: | Het Overwicht van het Kleine | = | donder + berg | ; | Na de Voleinding: | Na de Voleinding | = | water + vuur |

De onderste drie lijnen stellen de aarde voor, de bovenste drie de hemel. De middelste twee staan voor de mens.
Zo staat een mens op de aarde en onder de hemel.

Yin Yang en I Tjing (Pagua)

In het bovenstaande voorbeeld kunnen we beide hexagrammen ontleden in een onderste (binnenste of kern-)trigram en een bovenste (buitenste of schil-)trigram, door de trigrammen te nemen die door de lijnen 1 t/m 3 resp. de lijnen 4 t/m 6 worden gevormd. Dan krijgen we voor het heden als kerntrigram berg en als schiltrigram donder. samen vormen deze het hexagram Het Overwicht van het Kleine. Het kerntrigram van het hexagram dat bij de toekomst hoort is vuur; het schiltrigram is water. Samen vormen deze het hexagram Na de Voleinding.
De twee fases van een lijn zijn Yin en Yang. Zo is Yang positief en Yin negatief. Yang begint en Yin eindigt.
Het I Tjing boek kan op verschillende manieren worden uitgelegd. Dit is in overeenstemming met de dingen om ons heen, die je ook op meerdere manieren kunt interpreteren.
Zie ook de Tao Te Ching.

## Selectie uit de vertalingen
- Wilhelm, Richard, I Tjing. Het Boek der Veranderingen (vertaald uit het Duits door A. Hochberg-van Wallinga; met toelichting van Richard Wilhelm; met een voorwoord door prof. dr. Carl Gustav Jung), Deventer (Ankh-Hermes), 20e druk, 2006, ISBN 90-202-4785-9

De meest verkochte Nederlandse vertaling, 1e druk in 1953, oorspronkelijk Duits werk verschenen in 1924 als I Ging. Das Buch der Wandlungen
- Reifler, Sam, I Tjing. Een interpretatie voor deze tĳd (vertaald uit het Engels door Karel Lorteĳe), Deventer, Ankh-Hermes, 1980, ISBN 90-202-4892-8 gebonden, ISBN 90-202-8155-0 paperback

De taal is begrijpelijker dan de bewerking van Richard Wilhelm, maar deze vertaling bevat veel minder achtergrondinformatie.
- Huang, Alfred, De oorspronkelijke I Ching (vertaald uit het Engels door Marc van der Meer), Haarlem, Altamira-Becht, 2000, ISBN 978-90-6963-480-7

Vertaling van The complete I Ching, Rochester, Inner Traditions International, 1998
- Boering, Han, De I Tjing voor de 21e eeuw, Utrecht, Servire, 2001, ISBN 978-90-215-5007-7

4e druk 2011 onder de titel Het boek der veranderingen. Een nieuwe interpretatie vanuit het Chinees met commentaren door Han Boering, Cothen, Juwelenschip bv
- Shaughnessy, Edward L., I Ching. The Classic of Changes translated with an introduction and commentary. The first English translation of the newly discovered second century BC Mawangdui texts, New York, Ballantyne Books, 1997, ISBN 0-345-36243-8

Een vertaling van de tot nu toe oudste versie van de Yijing; wijkt op onderdelen af van de vertalingen door Legge en Wilhelm. Bekijk hier een zeer uitvoerige recensie
- Christensen, Lars Bo, Book of Changes - The Original Core of the I Ching. The first translation with full glossary included, Amazon Create Space, 2015, ISBN 978-87-997976-1-5

De eerste vertaling van de oorspronkelijke kerntekst met een volledige woordenlijst
- Legge, James, The Yî King in Sacred Books of the East, vol. 16, en The Sacred Books of China, vol. 2 van 6, Part II of The Texts of Confucianism, Oxford, The Clarendon Press, 1882. Deze vertaling staat hier.

Pioniervertaling door befaamde 19e-eeuwse sinoloog. Dit werk is weer vertaald in het Nederlands door Peter ten Hoopen als I Ching. Het boek van de veranderingen. Een nieuwe vertaling van de oude Chinese tekst, die uitgebreide aanwĳzingen geeft om heden en toekomst te ontleden, Amsterdam, Bert Bakker, 1971, ISBN 90-6019-198-6
- The Classic of Changes. A New Translation of the I Ching as Interpreted by Wang Bi, vertaald door Richard John Lynn, New York, Columbia University Press, 1994 (Translations from the Asian classics), ISBN 0-231-08294-0

Vertaling van het commentaar door Wang Bi (王弼 AD 226-249)